# Honi Soit
Albums de John Cale
Sabotage/Live
(1979) Music for a New Society
(1982)
Honi Soit est le septième album studio en solo du musicien multi-instrumentiste et producteur gallois John Cale, et le premier enregistré pour la compagnie A&M Records.

## Titres
Tous les titres sont composés par John Cale.
1. Dead or Alive (3:51)
2. Strange Times in Casablanca (4:13)
3. Fighter Pilot (3:10)
4. Wilson Joliet (4:23)
5. Streets of Laredo (3:34)
6. Honi Soit (La Première Leçon de Français) (3:20)
7. Riverbank (6:26)
8. Russian Roulette (5:15)
9. Magic & Lies (3:26)

## Personnel
- John Cale − claviers, guitare, chant, alto
- John Gatchell − trompette
- Jim Goodwin − synthétiseur, claviers, chant
- Peter Muny − basse
- Robert Medici − batterie
- Sturgis Nikides − guitare
- Bomberettes − chant